# Cyclodinus bremei
Cyclodinus bremei is een keversoort uit de familie snoerhalskevers (Anthicidae). De wetenschappelijke naam van de soort is voor het eerst geldig gepubliceerd in 1842 door LaFerté-Senéctère.